# Willem Hendrik Nieupoort
Willem Hendrik Nieupoort, noto anche con il nome latinizzato Neoportus, (1670 – 31 gennaio 1730), è stato un giurista e storico olandese, specialista di storia antica.

## Biografia
Nieupoort fu professore di storia antica all'università di Utrecht. È l'autore del Rituum romanorum explicatio (1712, tradotto in francese dall'abate Desfontaines nel 1741), e di una Historia reipublicae et imperii Romanorum ex monumentis (1723). La prima di queste opere è stata per molto tempo considerata un classico della materia.